# Medaglia per servizio impeccabile
La medaglia per servizio impeccabile è stata un premio statale dell'Unione Sovietica.

## Storia
La medaglia venne istituita il 25 gennaio 1958. Prima dell'istituzione della medaglia alcuni ordini destinati a imprese di valore o per i servizi straordinari allo Stato venivano conferiti al personale militare anche per premiare lunghe carriere. L'Ordine di Lenin per venticinque anni di servizio, l'Ordine della Bandiera rossa per venti, e l'Ordine della Stella Rossa per quindici anni. In tal modo centinaia di migliaia di premi avevano gravemente svalutato gli Ordini stessi guadagnati per i loro criteri originali.

## Classi
La medaglia disponeva delle seguenti classi di benemerenza:
- I Classe
- II Classe
- III Classe

| Insegne    | Insegne   | Insegne  |
| ---------- | --------- | -------- |
|            |           |          |
| Nastri     |           |          |
| III Classe | II Classe | I Classe |

## Assegnazione
La I Classe veniva assegnata per venti anni di servizio eccellente, la seconda classe per quindici anni e la terza classe per dieci.

## Insegne
- Il nastro era rosso con bordi verdi e un numero di strisce gialle centrali pari alla classe.